# حردين
حردين هي إحدى القرى اللبنانية من قرى قضاء البترون في محافظة الشمال.